# Mina Pirquitas
Mina Pirquitas es una localidad argentina, situada en el noroeste de la provincia de Jujuy, en el departamento Rinconada, a 355 km de la capital jujeña. Se encuentra en la región de la Puna y se accede a ella desde la localidad de Abra Pampa por las rutas provinciales RP7 y RP70 (138 km) o bien siguiendo la ruta de Susques, pasando por Coranzulí, y girando en el cruce de Rachaite hacia Coyaguayma.
La historia de esta localidad está estrechamente vinculada al hallazgo y explotación de un antiguo yacimiento minero, cuyo objetivo inicial fue la extracción de estaño. La población, según el censo del 2010, ascendía a 672 habitantes.
Por su altitud de alrededor de 4120 m s. n. m., es la localidad más elevada de la República Argentina[cita requerida]. 
La empresa Silver Standard Resources, a través de su subsidiaria Mina Pirquitas Inc.(mina a cielo abierto), opera en etapa de explotación efectiva el yacimiento desde el año 2009, extrayendo mineral de plata y cinc. La mayor parte de la población laboralmente activa está vinculada en forma directa o indirecta con la empresa minera.
Además de la actividad minera, la Comisión Municipal, articulada con el Gobierno Provincial y Relaciones Comunitarias de Mina Pirquitas Inc., llevan a cabo proyectos productivos tales como cultivo de quinoa y la esquila de vicuñas. Estos proyectos sustentables están orientados al fortalecimiento de la economía local y a la creación y consolidación de buenas relaciones con la comunidad.

## Explotación minera Mina Pirquitas

### Historia
En el año 1930 se descubrió la presencia de un importante depósito de estaño, cuya explotación con método subterráneo comenzó en el año 1935. Hacia la misma época se descubrió una veta estanno-argentífera de gran magnitud. En pocos años, se efectuaron excavaciones en varios puntos y varias vetas fueron trabajadas simultáneamente, lo que produjo algunas interconexiones entre ellas.
Entre 1933 y 1990, el conjunto de las minas en operación dentro de la pertenencia produjo más de 25 000 000 de onzas de plata y 20 000 toneladas de estaño.
Hacia finales de la década de 1980, la empresa minera interrumpió sus actividades por causas económicas. El yacimiento fue puesto a la venta en remate público y adquirido en 1998 por Sunshine Mining, empresa que a su vez lo pondría a la venta años después.
En el año 2004, la empresa canadiense Silver Standard Resources culminó la adquisición de la totalidad del yacimiento y comenzó la etapa de plena producción en el año 2009.
Mina Pirquitas es uno de los únicos yacimientos mundiales donde a lo largo del tiempo la explotación se realizó por métodos subterráneos y a cielo abierto (open pit).

### Ubicación
- Planta de procesamiento: En la década de 1930, al momento de inicio de la actividad de explotación del yacimiento, el primer asentamiento de población se instaló en el lugar que ocupa la planta de procesamiento desde principios de los 2000. (22°41′42″S 66°29′46″O / -22.69500, -66.49611)

- Localidad: La población fue reubicada unos 5 km hacia el este, prácticamente sobre la RN 40, en la localidad hoy conocida como Nuevo Pirquitas. (22°41′13″S 66°27′24″O / -22.68694, -66.45667)

- Explotación a cielo abierto (open pit): Unos 6 km hacia el oeste de la planta de procesamiento se encuentra el área actual de la explotación a cielo abierto, que se extiende sobre las laderas que rodean el cauce del río Pircas. (22°41′09″S 66°32′27″O / -22.68583, -66.54083)

### Geología y mineralización
Mina Pirquitas constituye la región austral de la Faja Estannífera Boliviana, una extensa formación que se desarrolla desde el sur de Perú, abarca una amplia zona de Bolivia y alcanza el noroeste de la Argentina.
Localmente, las vetas explotadas se ubican en la Formación Acoite, sobre ambos márgenes del río Pircas, en los sectores llamados San Miguel, Chocaya y Potosí.
En su estudio del 2013, Lidia V. Rosas y Julio C. Ávila describen:

En Potosí existe una sola estructura principal donde la veta tiene espesores entre 1 y 3 metros, una corrida de 400 metros con una extensión conocida en sentido del buzamiento de 300 m. Se observa un halo de mineralización de baja ley en la roca de caja del piso y techo que se extiende entre 1 y 5 m de las salbandas de la veta.
En San Miguel se reconocen varias vetas subparalelas con espesores variables, los de mayor frecuencia tienen un rango entre 0,01 y 0,10 metros aunque hay algunas de 0,30 y 1,50 metros. Tienen una longitud promedio de 100 metros, existen pocas con más de 500 metros. Se las reconoció hasta 180 m de profundidad. (Avila et al., 1988).

### Producción
La empresa minera titular de la explotación informó que en diciembre del 2015 las reservas minerales de plata se estimaban en 2,99 millones de toneladas, con un grado promedio de 171.9 g/ton y 2.21 millones de toneladas acopiadas (stockpiles) con un grado de 109,1 g/ton.
Para el año 2016, la empresa anticipaba una producción de entre 8 y 10 millones de onzas de plata, hasta 5 millones de libras de cinc y actividades de exploración enfocadas a la prolongación de la vida útil de las operaciones.

### Fin de las operaciones
En marzo de 2016 se anunció el cierre de mina Pirquitas, inicialmente previsto para septiembre del mismo año. En abril se anunció que las actividades extractivas culminarían en diciembre de 2016, pero que durante el 2017 la planta continuaría procesando el material acopiado. Simultáneamente, el plan de cierre contempla el desarrollo de una serie de trabajos de remediación de áreas específicas, además de las obras que aseguren la preservación a futuro de la seguridad de las personas y del medio ambiente.
El cierre de la mina representa la pérdida de 800 puestos de trabajo, aproximadamente. Se evaluaron planes para promover microemprendimientos orientados a la producción de quinoa y otros cultivos, actividades orientadas al turismo, etc. Sin embargo, tras el cierre de la histórica fuente de producción, cientos de mineros quedaron sin trabajo, por lo que realizaron cortes sobre la Ruta Nacional N.º 40, y pidieron al gobernador radical Gerardo Morales que los atendiera.